# ألباني (نيويورك)
ألباني (بالإنجليزية: Albany) هي عاصمة ولاية نيويورك الأمريكية ومقر مقاطعة ألباني. وهي تقع على بعد 150 ميلا (240 كيلومترا) شمال مدينة نيويورك، وأسست على الضفة الغربية لنهر هدسون، على بعد حوالي 10 أميال (16 كم) جنوب التقائها مع نهر موهوك. بلغ عدد سكان مدينة ألباني 97,856 نسمة وفقا لتعداد عام 2010. وتشكل ألباني الأساس الاقتصادي والثقافي لمنطقة العاصمة في ولاية نيويورك، التي تضم منطقة ألباني-شنيكتادي-تروي العمرانية الإحصائية، بما في ذلك المدن والضواحي القريبة من تروي وسكينيكتادي وساراتوغا سبرينغس. وقدر تعداد السكان في عام 2013 بنحو 1.1 مليون نسمة وبهذا فإن منطقة العاصمة هي ثالث أكثر المناطق الحضرية اكتظاظا بالسكان في الولاية والثامنة والثلاثين في الولايات المتحدة.
تتضمن شركات فورتشين 500 التي لديها مكاتب في ألباني أمريكان اكسبريس وجي بي مورغان تشيس،  ميريل لينش،  جينرال إليكتريك، فيريزون، غولدمان ساكس،  إنترناشنال بيبر،  كي بانك. في القرن الحادي والعشرين، برزت منطقة العاصمة كمرساة رئيسية في وادي التكنولوجيا، وهو اسم يصف المنطقة التي تركز على التكنولوجيا في شرق ولاية نيويورك.
كانت هذه أول مستوطنة أوروبية في الولاية. تم استيطانها من قبل المستعمرين الهولنديين في عام 1614، حيث بنوا حصن ناساو لتجارة الفراء وحصن أورانج في 1624. وأسسوا علاقات ناجحة مع قبائل ماهيكان وموهوك، وهما القبيلتان الرئيسيتان في المنطقة. اجتذبت تجارة الفراء المستوطنين الذين أسسوا قرية تدعى بيفيروايك بالقرب من حصن أورانج. في عام 1664 استولى الإنجليز على المستوطنات الهولندية، وأعادوا تسمية المدينة باسم ألباني، تكريما لدوق ألباني، الذي أصبح لاحقا جيمس الثاني ملك إنجلترا. تم تسجيل المدينة رسميا في عام 1686 تحت الحكم الإنجليزي. أصبحت المدينة عاصمة ولاية نيويورك في عام 1797، بعد أن نالت الولايات المتحدة استقلالها عن بريطانيا. ألباني هي إحدى أقدم المستوطنات الباقية من المستعمرات البريطانية الأصلية الثلاثة عشر.
خلال أواخر القرن الثامن عشر وطوال معظم القرن التاسع عشر، كانت ألباني مركزا للتجارة والنقل. وهي تقع على الطرف الشمالي لنهر هدسون الملاحي، وكانت المحطة الشرقية الأصلية لقناة إيري التي تربط البحيرات الكبرى، وكانت موطنا لبعض من أقدم أنظمة السكك الحديدية في العالم. وكانت صادرات ألباني الرئيسية في ذلك الوقت هي البيرة، الخشب، الأعمال المنشورة، والحديد. ابتداء من عام 1810، كانت ألباني إحدى أكبر عشر مدن من حيث السكان في الولايات المتحدة، وظلت في هذه التراتيب حتى تعداد 1860.
تعد ألباني واحدة من أولى المدن في العالم التي قامت بتثبيت أنابيب المياه العامة وخطوط الصرف الصحي وخطوط الغاز الطبيعي والكهرباء والبنية التحتية والمرافق التي جذبت ودعمت صناعات جديدة كبيرة للمدينة والمنطقة المحيطة بها خلال القرن التاسع عشر.
في القرن العشرين، فتحت المدينة إحدى أوائل المطارات التجارية في العالم، الذي حل محله مطار ألباني الدولي اليوم. خلال العشرينيات نشأت آلة سياسية قوية سيطر عليها الحزب الديمقراطي في عاصمة الولاية، واتصلت بالسياسة في مدينة نيويورك أيضا. وقامت بتطويق قوة المهاجرين وذريتهم في كلتا المدينتين.
تغيرت أفق المدينة في الستينيات والسبعينات من القرن الماضي مع بناء الأبراج المكتبية حول إمباير ستيت بلازا وفي حرم جامعة سوني في ألباني، بشكل رئيسي تحت إشراف الحاكم نيلسون روكفلر. في حين شهدت ألباني انخفاضا في عدد سكانها بسبب التمدد العمراني والضواحي، تم إنقاذ العديد من أحياءها التاريخية من الدمار من خلال سياسات العمدة إيراستوس كورنينج الثاني، وكان صاحب أطول فترة خدمة كعمدة في كل مدن الولايات المتحدة. شهدت ألباني نموا في صناعة التكنولوجيا العالية في أوائل القرن الحادي والعشرين، مع خطوات كبيرة في قطاع النانو. كانت ألباني مركزا للتعليم العالي لأكثر من قرن من الزمان، حيث يعتمد معظم ما تبقى من اقتصادها على حكومة الولاية وخدمات الرعاية الصحية. وقد انتعشت المدينة من الانحسار الحضري في السبعينات والثمانينيات، مع تطور ملحوظ في وسط المدينة وأحياء وسط المدينة. عرفت ألباني لتاريخها الغنية، والتجارة، والثقافة، والهندسة المعمارية، ومؤسسات التعليم العالي. حصل ألباني على جائزة مدينة جميع الأمريكيين في عامي 1991 و 2009.